# گلبرگی از دریا
گلبرگی از دریا (اسپانیایی: Largo pétalo de mar) رمانی به قلم ایزابل آلنده، نویسندهٔ شیلیایی، است که در سال ۲۰۱۹ منتشر شد. این اثر ابتدا در اسپانیا از طریق انتشارات پلاسا ای خانس و سپس در آمریکا از طریق انتشارات وینتج اسپانیول چاپ شد. این رمان بر مبنای داستانی واقعی است و ماجراهای آن در دوران جنگ داخلی اسپانیا، تحولات شیلی و نیز بخش‌هایی از آن هم در اکوادور اتفاق می‌افتد، به‌طوری که شخصیت‌های اصلی آن، ویکتور و روزر، دائماً شاهد مبارزهٔ میان آزادی و سرکوب هستند. این رمان در فاصلهٔ یک‌ساله از آوریل ۲۰۱۹ تا آوریل ۲۰۲۰ محبوب‌ترین رمان اسپانیایی‌زبان شناخته شد.
از نکات شایان‌توجه این کتاب می‌توان به داستان‌گویی پرکشش، شخصیت‌پردازی عمیق و چندبعدی، حضور شخصیت‌های تاریخی متعدد همچون پابلو نرودا و سالوادور آلنده و نیز توجه ویژه به مضمون عشق اشاره کرد.

## خلاصهٔ داستان
داستان در دوران جنگ داخلی اسپانیا در بارسلونا آغاز می‌شود. ویکتور دالمائو تحصیلات پزشکی خود در دانشگاه را رها کرده تا به ارتش جمهوری‌خواهان کمک کند. برادرش گیلم نیز سرباز ارتش جمهوری‌خواه است و در برابر نیروهای فاشیست ژنرال فرانکو می‌جنگد، اما در نبرد اِبرو کشته می‌شود. ویکتور از دوست باسکی‌اش آیتور ایبارا درخواست کمک می‌کند تا مادرش و همسرِ گیلم، یعنی روزر، را از مرز رد کند و به فرانسه برساند، چراکه پیروزی نیروهای فرانکو لحظه‌به‌لحظه مسجل‌تر می‌شود. ویکتور پس از سختی‌های فراوان در فرانسه روزر را پیدا می‌کند و خبردار می‌شوند که کشتی وینیپگ، که توسط پابلو نرودای شاعر اجاره شده‌است، قصد دارد چندین پناهندهٔ اسپانیایی را به شیلی ببرد. ویکتور و روزر که به شدت نیازمند این فرصت هستند از روی ناچاری با هم ازدواج می‌کنند تا مشمول شرایط شوند. آن‌ها این سفر بلند را آغاز می‌کنند، اما سفر به کشور جدید پایان مشکلاتشان نیست و آنجا هم باز شاهد جنگ میان آزادی و سرکوب هستند، نبردی که گویا تمامی ندارد.

## نظرات منتقدان
این رمان در سایت بوک‌مارکس، که با استفاده از آرای منتقدان صاحب‌نظر به کتاب‌ها نمره می‌دهد، نمرهٔ جمعی «مثبت» را کسب کرد که بر اساس ۲۰ رأی است: ۸ رأی «فوق‌العاده»، ۸ رأی «مثبت»، ۳ رأی «متوسط» و ۱ رأی «منفی». مارسلا داویدسون آبیلس از ان‌بی‌آر داستان‌سرایی آلنده را می‌ستاید و خاطرنشان می‌کند که «گلبرگی از دریا داستانی عاشقانه برای روزگار ماست، اما این داستان منحصر به هیچ دورهٔ خاصی نیست. ندای این داستان سرکوب‌ناپذیر است، درست مثل امید نرودا». آبزرور مهارت آلنده را در به‌تصویرکشیدن مضمون «آوارگی» تحسین می‌کند: «چنین حسی در این رمان به آدم دست می‌دهد که عمر هر انسان یک سفر پرماجراست و چگونگی و محل ارتباط ما با هم است که تاروپود هستی‌مان را شکل می‌دهد، یعنی منبع انسانیتمان». کرکس ریویوز نیز از مهارت بالای آلنده در داستان‌گویی می‌نویسد: «آلنده معمولاً احساسات و رویدادها را توصیف می‌کند، نه اینکه به عمق آن‌ها نفوذ کند. او پیش‌زمینهٔ تاریخی را به شکلی کلی به تصویر می‌کشد، اما داستان‌گویی او واقعاً گیراست».